# Danuta Korolewicz
Danuta Korolewicz (ur. 4 marca 1925 w Krakowie. zm. 12 września 1963 tamże) – polska aktorka teatralna i filmowa.

## Życiorys
Po ukończeniu szkoły średniej podjęła studia na Akademii Sztuk Pięknych w Krakowie, których jednak nie ukończyła. Jako aktorka debiutowała w 1945 roku w Teatrze Miejskim w Opolu. W kolejnych latach występowała w Teatrze im. Stanisława Wyspiańskiego w Katowicach (1946), Teatrze im. Juliusza Słowackiego w Krakowie (1946), Teatrach Miejskich w Częstochowie (1946-1947), w zespołach objazdowych (1947-1948) oraz w Łodzi: w Teatrze Powszechnym (1948-1951) i Teatrze Nowym (1951-1955). W 1955 roku powróciła do Krakowa, gdzie pracowała w Państwowym Przedsiębiorstwie Imprez Estradowych (1955-1956 i 1959-1963) oraz występowała na scenie  Teatru Ludowego (1956-1959). Była również instruktorką zespołów amatorskich w Nowej Hucie.
Ok. 1946 roku wyszła za mąż za aktora i reżysera Wacława Ścibor-Rylskiego. Została pochowana na Cmentarzu Podgórskim w Krakowie (kwatera IV A-płd-4).

## Filmografia
- Dom na pustkowiu (1949)
- Rozstanie (1960)
- Złoto (1961) - żona Piotra